# کمدین‌ها (فیلم ۱۹۶۷)
کمدین‌ها (انگلیسی: The Comedians) فیلمی آمریکایی به کارگردانی پیتر گلنویل است که در سال ۱۹۶۷ منتشر شد.

## بازیگران
- الیزابت تیلور
- ریچارد برتون
- الک گینس
- پیتر اوستینوف
- لیلین گیش
- راسکو لی براون
- گلوریا فاستر
- جیمز ارل جونز
- سیسیلی تایسون
- پال فورد
- ریموند سنت ژاکوس